# Xerodes ypsaria
Xerodes ypsaria är en fjärilsart som beskrevs av Achille Guenée 1858. Xerodes ypsaria ingår i släktet Xerodes och familjen mätare. Inga underarter finns listade i Catalogue of Life.